# Benedict Daswa
Benedict Daswa, nacido como Tshimangadzo Samuel Daswa (Mbahe, 16 de junio de 1946-Mbahe, 2 de febrero de 1990), fue un profesor y director de escuela sudafricano, venerado como mártir de la Iglesia católica. 
Su martirio fue reconocido en 2015 por el papa Francisco lo que le abrió la puerta a su beatificación, el primero de Sudáfrica, dicha celebración la llevó a cabo el cardenal Angelo Amato en el estadio Thohoyandou de Limpopo.

## Biografía

### Familia e infancia
Nació el 16 de junio de 1946 en el seno de la tribu Lemba, una comunidad con tradiciones judías, cuyo asentamiento se ubica en la diócesis católica de Tzaneen. Fue el primero de los hijos de la pareja conformada por Tshililo Petrus Daswa y Thidziambi Ida Daswa, quienes tendrían 3 hijos más, Thanyani Mackson, Muvhulawa Calson y Thinavhuyo Mavis, además de una hija, Humbulani Innocent, todos hermanos de Daswa. 
Durante su infancia fue pastor como es la costumbre en su tribu y adicional ayudaba a mantener la huerta familiar. Completo sus estudios en tres escuelas distintas siendo una de ellas, la William Eddie School ubicada en el poblado de Tshidimbini, perteneciente al ejército de salvación. Después de terminarlos su padre falleció accidentalmente por lo que tuvo que entrar a trabajar tiempo parcial ayudado por un tío que residía en Johannesburgo, donde tuvo su primer contacto son la iglesia católica a través de un joven amigo suyo. Este primer contacto le motivo a ingresar al curso de formación para neófitos de su poblado en donde el catequista era Benedict Risimati, quien tiempo después se ordenaría sacerdote y quien fue una influencia muy importante para la vida espiritual de Daswa. Finalmente se bautizaría el 21 de abril de 1963, a los 16 años, con el nombre de Benedict, por Fray Augustine O’Brien, teniendo presente también el lema de San Benito, ora et labora, que significa reza y trabaja.

### Adultez
Logró obtener un título de maestro y comenzó a trabajar con los jóvenes de su comunidad como formador, utilizando como herramienta principalmente el deporte. De este modo en 1976, fundó junto con un grupo de jóvenes un equipo de fútbol al que llamaron The Mbahe Eleven Computers. Este equipo que comenzó con varias derrotas, decidió en algún momento utilizar la ayuda de un hechicero, sin embargo Daswa se opuso lo que le supuso salir del equipo para no contrariar su fe. Después de esto fundó el equipo The Mbahe Freedom Rebels con quienes lo apoyaron, este hecho fue el primer evento en relación con su oposición a la hechicería tradicional en su comunidad. A pesar de esto, fue nombrado director de la escuela primaria de Nweli desde la cual realizó muchas de sus obras de misericordia y de ayuda a su comunidad y por la cual fue reconocido como un líder y una persona de influencia en el desarrollo de la iglesia católica en esta propiciando y apoyando la construcción del primer templo católico en el poblado. Por otra parte ayudaba de forma constante a todos cuantos lo necesitaban, como dando de comer a otras familias a través de los cultivos de su jardín y ayudando a transportarse a muchas personas cuando estas lo necesitaban. Además como director de la escuela fue muy popular pues acudía a las casas de los estudiantes que se ausentaban para encontrarlos y a aquellos que no poseían los recursos para pagar la mensualidad académica los invitaba a participar de su huerta como forma de pago de dicha mensualidad. Por todo ello, en la comunidad se le reconocía como una persona integra, honesta y transparente, devoto con su fe y dispuesto a ayudar al prójimo en todo momento. Finalmente como padre también se resaltaron su actitud de ayuda hacia su esposa y sus ocho hijos, su compromiso con los actos litúrgicos dominicales y las oraciones también lo hicieron merecedor de la estima y el cariño de su familia.

### Martirio
En 1990 después de una serie de tormentas que azotaron a su población el consejo de ancianos de su tribu decidió consultar a un curandero pues creían que el motivo era la brujería. Daswa llegó con retardo a la reunión, momento para el cual la decisión ya había sido tomada y su intervención explicativa de que la causa de estos fenómenos era algo natural y no algo concerniente a la magia fue tomada con escepticismo y finalmente rechazada. Se acordó entonces que cada poblador debía dar 5 Rand para poder pagar dicho servicio, pago al que se opuso por considerar que contrariaba al ejercicio de su fe. Días después de esta reunión fue emboscado cuando viajaba de dejar a una cuñada y su hijo en el hospital debido a que este último se sentía enfermo, y aunque fue herido por quienes lo esperaban en la vía, después de haberla bloqueado con tres troncos, logró escapar a una residencia en donde se refugió. Sin embargo sus perseguidores hallaron la casa y amenazaron a la dueña para que les entregara a Daswa; este al ver que la vida de la mujer se encontraba en peligro decidió entregarse. Antes de recibir la muerte, se encomendó a Dios mediante una corta oración. Fue ultimado a puñaladas y un golpe abriéndole el cráneo, adicionalmente fue vertida agua hirviendo en su cabeza después de dicho ataque. Las declaraciones las hizo la dueña de la casa a las personas encargadas de la oficina forense que abrió la investigación pero de la cual no hubo ninguna condena por falta de pruebas.
El papa Francisco citó su martirio en septiembre de 2015 al reflexionar que: 

Su testimonio se une al de muchos de nuestros hermanos y hermanas -jóvenes, ancianos, chicos, niños-, perseguidos, expulsados, asesinados por confesar a Jesucristo.

## Beatificación
El postulador de la causa fue Andre Bohas, quien recogió los papeles, un archivo de más de 850 páginas, y los entregó a la Congregación para las causas de los santos siendo Jean Jules Ghassem, el postulador general, quien dio a conocer la noticia de que su martirio había sido reconocido por el papa, lo que le daba vía libre a su beatificación. La celebración eucarística y la proclamación se llevó a cabo el 13 de septiembre en frente de 30000 personas con la conducción del cardenal Angelo Amato, acompañada por otros eventos que incluyeron bailes y cantos tradicionales.